# 皇家企鵝
是企鹅的一种，棲息於近南极的麦夸里岛與邻近岛屿上。国际自然保护联盟(IUCN) 将白颊黄眉企鹅归类为近危物種。此学名是为了纪念德国动物学家，赫尔曼·施莱格尔所取的。

## 外觀

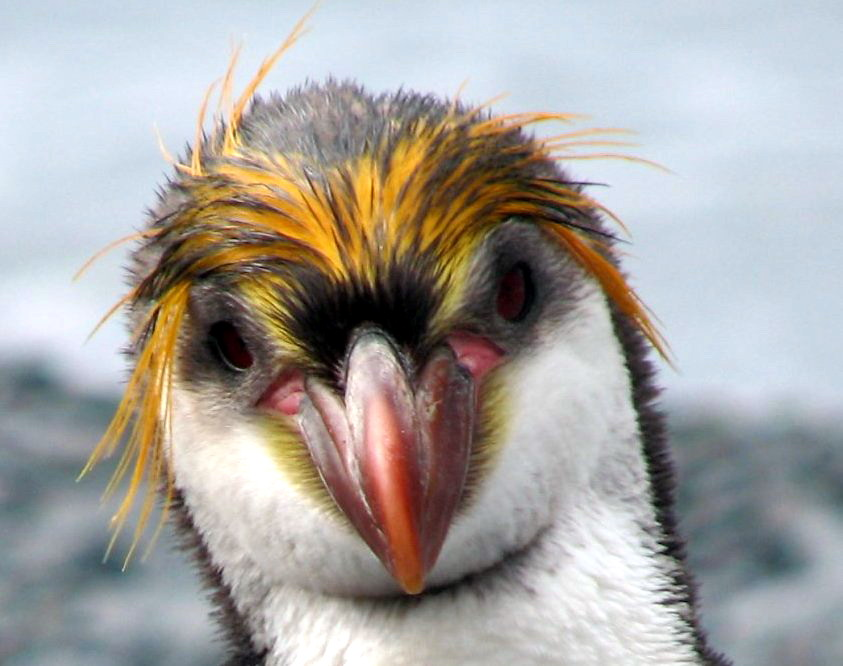
白颊黄眉企鹅的近照

关于白颊黄眉企鹅是否為长眉企鹅的亚种，存有一些争议。尽管十分罕见，紀錄中已知这两个群体之間的企鹅会進行交配。在野外甚至曾發現由不同種企鹅所組成的伴侶對。
牠们主要栖息於南极洲附近的海域。白颊黄眉企鹅外觀上與馬卡羅尼企鹅十分相似；但白颊黄眉企鹅有著白色的面部和下巴，而非如馬卡羅尼企鵝的全黑色面部。他们的身高介於65—76 cm（26—30英寸），而體重介於3—8（6.6—17.6磅）。雄性企鵝的平均體型較雌性大。白颊黄眉企鹅只在麦格理岛繁殖，并且像其他企鹅一样，一生大部分的时间都在海上度过，到远洋帶捕捉食物。

## 繁殖
白颊黄眉企鹅會在海滩、或有些許植被覆盖的裸露斜坡上筑巢。如同大多数海鸟一般，白颊黄眉企鹅是群居的，並且會在離海岸一英里以內的地方筑巢。牠們从 9 月开始繁殖季节，到了 10 月下蛋。虽然白颊黄眉企鹅普遍会下两个蛋，但通常只有一个能活下来。會由父母双方孵蛋總共約 35 天，且以12 天的輪替週期来完成。孵化出來之后，雄鳥会照顾雛鳥 2 到 3 周，而雌鳥則会為全家狩獵魚類回来。如果雌鳥延誤、或無法帶回食物，雛鳥就会因此死亡。在大约 1 个月大时，雛鳥們便會聚集在一起，以获得温暖和保護。父母双方每天會继续喂食雛鳥两到三次。当雛鳥满两个月大时，牠们就会长出成年的羽毛，并离开巢中，到海里自己觅食。 
當母企鵝下了不只一個蛋的時侯，牠們經常會拋棄所下的第一個蛋。由于白颊黄眉企鹅的这种行為，第一个蛋孵化的機率平均只有第二个蛋的一半。研究者尚不清楚造成該行为的詳細原因。

## 食性

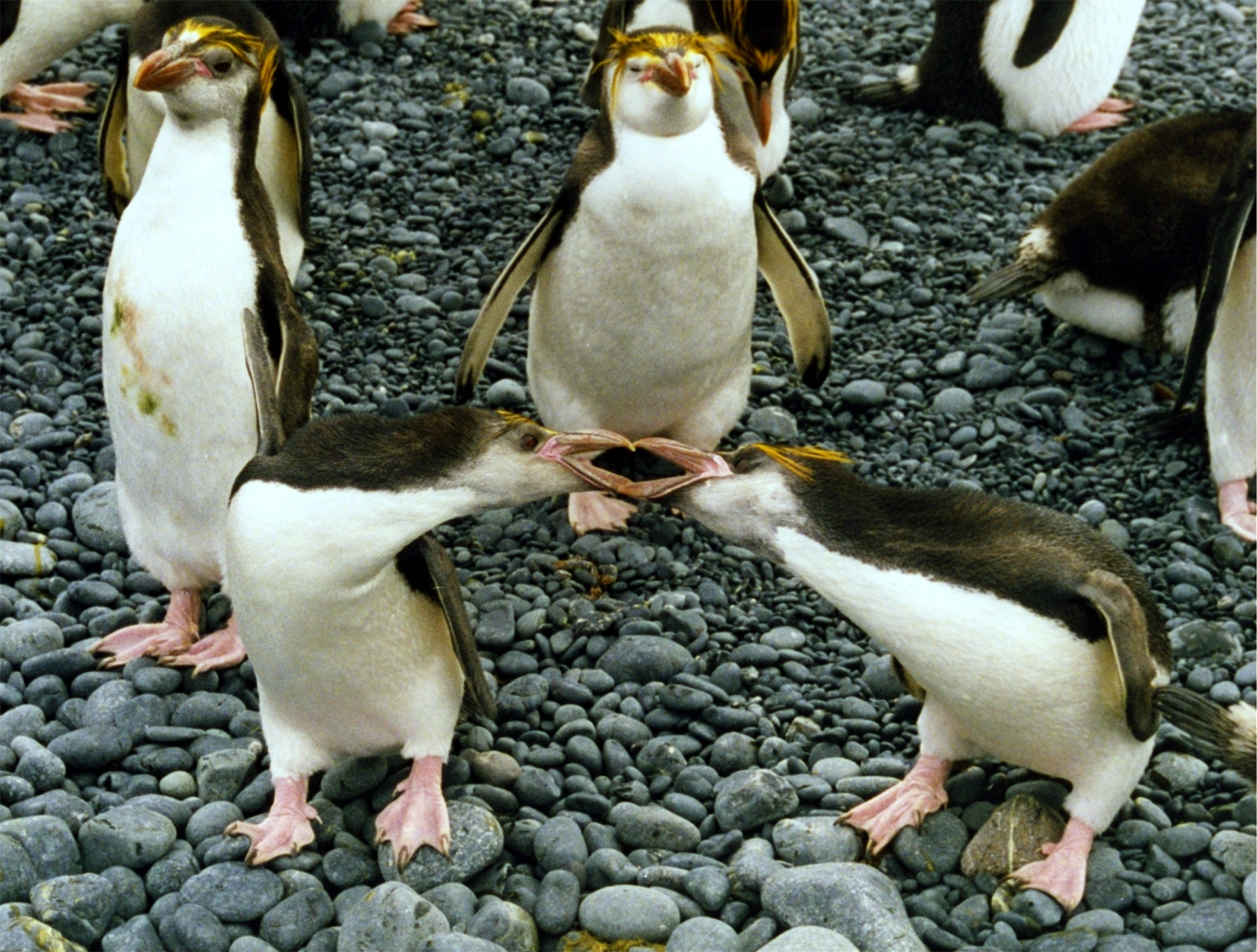
白颊黄眉企鹅在麦格理岛上打鬥

白颊黄眉企鹅主要以磷虾和鱼類为食。牠們在少數的情況也會捕食鱿鱼。 
在繁殖季节中，白颊黄眉企鹅会在一個局部的區域裡進行捕獵。牠們會避免所劃立的捕魚區與其他企鵝重複，以減少彼此之間的资源竞争。

## 威胁
白颊黄眉企鹅被国际自然保护联盟列为近危物種，在野外面臨著很高的濒危风险。 過去，牠们曾因身上所產出的油脂而被大量猎杀。 於1870 年至 1919 年间，塔斯马尼亚州政府颁发了猎杀企鹅的许可证，期間平均每年捕获了 150,000 只企鹅（包括白颊黄眉企鹅和国王企鹅）。在獵捕企鵝的鼎盛时期 - 1905 年，麦格理岛上建立的工厂同時能加工 2000 只企鹅，每只企鹅生产出约半升的油。
自麦格理岛的捕猎時期结束以来，企鹅的数量已攀升至 85万对。而在捕猎發生之前，岛上曾居住著 300 万只企鹅（包含皇室企鹅和国王企鹅）。